# Voltaggio
Voltaggio (piemontiul: Votagio, ligur nyelven: Otaggio) település Olaszországban, Piemont régióban, Alessandria megyében. Lakosainak száma 657 fő (2023. január 1.). Voltaggio Bosio, Carrosio, Fraconalto, Gavi, Isola del Cantone, Mignanego, Ronco Scrivia, Campomorone és Arquata Scrivia községekkel határos.

## Népesség
A település lakossága az elmúlt években az alábbi módon változott:
| Lakosok száma | 722  | 724  | 657  |
|               | 2017 | 2018 | 2023 |